# Andrei Grigoryevich Rosenberg
Andrei Grigoryevich Rosenberg (in tedesco Diederich Arend von Rosenberg o in russo Андре́й Григо́рьевич Ро́зенберг?, Andréy Grigór'yevič Rózenberg) (1739 – Chyornoye, 7 settembre 1813) è stato un militare russo.
Durante la Guerra della Seconda Coalizione, guidò abilmente un corpo d'armata della Russia imperiale in Italia sotto il comando del famoso generale Alexander Suvorov, a Cassano, Bassignana e sul Trebbia. Durante la campagna svizzera di Suvorov, la colonna di Rosenberg conquistò il passo dell'Oberalp; mentre era distaccato dal comando centrale, lui e la sua retroguardia sconfissero una forza francese al comando di André Masséna nella battaglia di Muotathal, il 30 settembre e 1º ottobre 1799.

## Biografia

### Primi anni
Rosenberg nacque in una famiglia appartenente alla nobiltà baltica; i Rosenberg erano originari della Curlandia. I suoi genitori erano il revisore dei conti e ciambellano di Riga, Johann Georg von Rosenberg (1686-1750) e Anna Regina von Landenberg († 1773). Fu battezzato Diederich Arend (poi russizzato in Andrei) il 28 gennaio 1739 nella chiesa di San Pietro a Riga. Suo fratello, Wilhelm Bernhard von Rosenberg (1745-1814), fu maggiore nell'esercito imperiale russo, consigliere e presidente della seconda sezione del Tribunale regionale superiore di Reval.
Si unì all'esercito imperiale russo, prestando servizio nel 1753 come soldato della Guardia. Combatté contro il Regno di Prussia nella Guerra dei Sette Anni e contro la Turchia ottomana nella Guerra russo-turca del 1768-74, partecipando anche alla battaglia navale di Çeşme. Guidò anche le truppe contro la Confederazione polacco-lituana durante la guerra della Confederazione di Bar nel 1778–9. Per i suoi meriti, fu promosso il 28 febbraio 1758 al grado di primo ufficiale guardiamarina. Nell'aprile 1760 venne trasferito alla guarnigione di Riga come secondo maggiore. Sei anni dopo fu nominato giudice capo dell'ufficio costruzioni del porto baltico. Nel 1770 fu promosso capitano del Reggimento delle Guardie Preobrazhensky e nel 1772 fu trasferito nell'esercito con il grado di colonnello. 

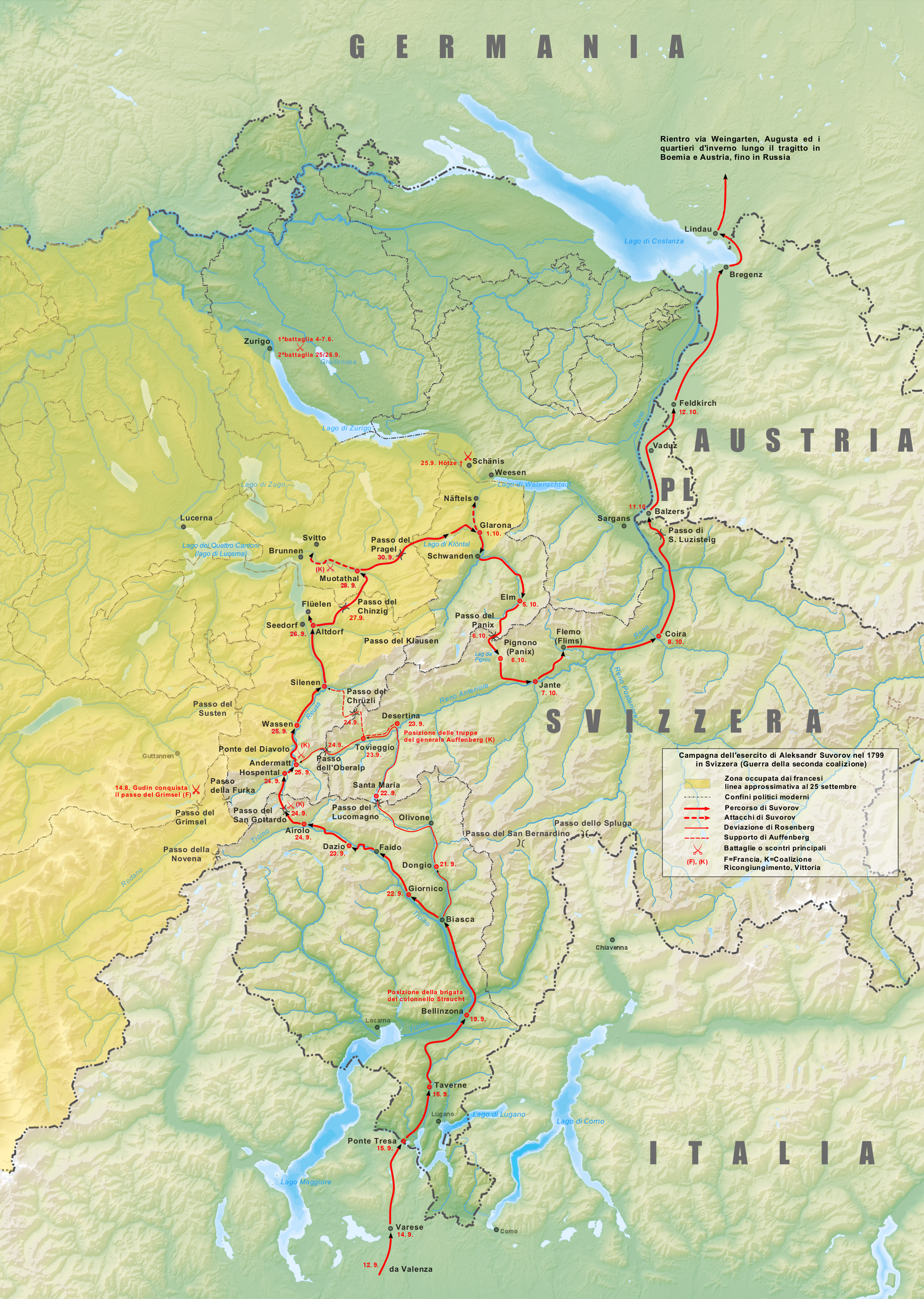
La campagna svizzera di Suvorov; la deviazione della colonna di Rosenberg è una linea sottile solida.

Nel 1798, Rosenberg fu assegnato al primo scaglione dell'esercito russo inviato per assistere l'Austria asburgica in Italia durante la guerra della Seconda Coalizione. Durante il passaggio attraverso il territorio asburgico, Rosenberg mantenne una rigida disciplina tra i suoi soldati, assicurandosi allo stesso tempo che gli asburgici rispettassero l'impegno preso di fornire ai suoi uomini cibo e alloggi. Rosenberg era considerato un uomo molto professionale e preoccupato del benessere dei suoi uomini, ma distaccato nei suoi rapporti con la truppa. Nel suo primo incontro con il nuovo comandante dell'esercito Alexander Suvorov fu piuttosto freddo. Tuttavia, fu riassegnato alla guida del secondo scaglione quando Guglielmo Derfelden assunse il comando del corpo originale di Rosenberg.

### Campagna di Svizzera
Suvorov venne a sapere che l'arciduca Carlo, che era arrivato assieme a Rimsky-Korsakov in Svizzera, era uscito dal paese, lasciando Korsakov solo di fronte all'esercito francese di Masséna. Suvorov si mosse quindi con le sue truppe verso l'alta valle del fiume Reuss. 
Le truppe di Rosenberg marciarono in colonna avanzata, aprendo la strada al resto delle truppe. Con l'obiettivo di prendere Masséna alle spalle, Suvorov distaccò la colonna di Rosenberg, ordinandogli di deviare dal percorso del grosso dell'esercito e di proseguire verso il passo del Lucomagno. La geografia di montagna rallentava la marcia, così come la forte pioggia. I soldati effettuarono il primo pernottamento, la sera del 22 settembre, su un crinale nevoso, in una notte fredda e tempestosa a quasi 3000 metri di quota, senza legna per accendere i fuochi; le provviste rimasero tutte indietro. All'alba del 23, Rosenberg si arrampicò fin sulla cresta nevosa, poi discese nella gola del Reno di Medel, e lungo questa raggiunse Desertina; le truppe, proseguendo il cammino, arrivarono all'alloggio previsto entro mezzanotte, avendo percorso in tre giorni circa 80 km. Non vi erano quasi ritardatari: chi era esausto veniva sostenuto dai compagni e costretto a marciare. Il 24 settembre Rosenberg dovette recarsi nella valle di Orsera e sulla strada attaccare i francesi, che si trovavano nella Buca d'Uri" sotto il comando del generale Gudin de La Sablonnière. Dal lato italiano, la posizione era inaccessibile: vi conduceva uno stretto sentiero che si snodava su un pendio ripido e tortuoso, attraversato più di una volta da ruscelli di montagna. Rosenberg apparve alle spalle delle truppe francesi, inducendoli ad abbandonare la posizione occupata, sulla quale Suvorov guidò l'attacco. La nebbia e l'oscurità notturna favorirono la ritirata francese. Rosenberg, non conoscendo il terreno, si fermò nella valle di Orsera, dove arrivò alle 7 di sera. All'alba del 25 settembre, si recò al Ponte del Diavolo, occupato dai francesi. Era necessario scendere nella gola della Reuss, attraversare il torrente turbolento, immersi nell'acqua fino alla cintola, quindi salire sulla riva sinistra e presentarsi alle spalle dei francesi. Dopo una lunga battaglia, le truppe raggiunsero Altdorf, dove il generale Lecourbe si era trincerato. Le truppe di Rosenberg si schierarono in ordine di battaglia, sconfissero i francesi rapidamente ed occuparono Altdorf il 26 settembre, dove trovarono moltissimi rifornimenti di ogni genere.
Per Sovurov, il grosso dello sforzo era compiuto, senza sapere che in quelle stesse ore il generale Massena, che aveva concentrato sotto i suoi ordini ben 77 000 uomini, stava sbaragliando nella seconda battaglia di Zurigo le forze di Korsakov, infliggendogli pesanti perdite e costringendolo a battere in ritirata verso Winterthur e oltre fino a Sciaffusa, mentre sulla Linth, le truppe del generale Nicolas Soult sconfiggevano le truppe austriache del generale von Hotze, uccidendolo in battaglia.

### Ultimi anni
Al termine della campagna svizzera di Suvorov, Rosenberg fu insignito dell'Ordine di Sant'Andrea il 9 novembre 1799. Ben presto ci fu un litigio tra l'imperatore Paolo I e il suo alleato austriaco; a Suvorov venne oridinato di tornare in patria con il suo esercito. A Cracovia, durante la marcia di ritorno, nel marzo del 1800 il  feldmaresciallo Suvorov salutò Rosenberg e gli affidò il comando. Rosenberg riportò quindi l'esercito in Russia. L'imperatore Paolo nominò Rosenberg il 20 giugno 1800 governatore militare di Kamenets-Podolsky, ispettore delle truppe del Dnepr e capo del reggimento dei moschettieri di Vladimir. Il 23 ottobre 1803, Alessandro I gli affidò il Governatorato di Cherson, nominandolo governatore militare di Cherson e ispettore della fanteria di Crimea, ma non per molto: nel 1805 Rosenberg chiese il licenziamento dal servizio per problemi di salute e il 25 marzo venne licenziato con la trattenuta di tutti gli stipendi percepiti. Morì il 7 settembre 1813 nella città vecchia di Chyornoye, a 32 km da Kam"janec'-Podil's'kyj, che gli era stata concessa dall'imperatore Paolo per la durata di 50 anni. Rosenberg non era sposato.